# Gémenos
Gémenos ist eine französische Gemeinde mit 6.678 Einwohnern (Stand 1. Januar 2022) im Département Bouches-du-Rhône in der Region Provence-Alpes-Côte d’Azur; sie gehört zum Arrondissement Marseille und zum Kanton La Ciotat.

## Lage
Gémenos liegt östlich von Aubagne am Fuß des Massif de la Sainte-Baume. Teile des Gemeindegebietes gehören zum Regionalen Naturpark Sainte-Baume.

## Geschichte
Im 18. Jahrhundert entstand die Papierfabrik Paradou des Adligen Jean-Baptiste d’Albertas. Seit 1893 ist die Gemeindeverwaltung im Schloss domiziliert.
Die Gemeinde ist Standort des genossenschaftlichen Tee- und Getränkeherstellers Scop TI. Die Arbeiterkooperative entstand 2014 aus mehr als 3-jährigen Besetzung des örtlichen Werks der Unilever-Tochter Fralib.

## Bevölkerungsentwicklung
- 1962: 2597
- 1968: 2807
- 1975: 3029
- 1982: 4548
- 1990: 5025
- 1999: 5481
- 2008: 6007
- 2016: 6452

## Persönlichkeiten
- Auguste Marin (1860–1904), Schriftsteller

## Sehenswürdigkeiten
- Abtei Saint-Pons de Gémenos (heute Parklandschaft)
- Kirche Saint-Martin
- Schloss (Ende des 17. Jahrhunderts)
- Pic de Bertagne (1041 m)

## Städtepartnerschaften
- Heuchelheim (Deutschland, Hessen)
- Bagnolo in Piano (Italien, Provinz Reggio Emilia)